# Sorunda
Sorunda est une ville de Suède située dans la commune de Nynäshamn qui appartient au comté de Stockholm où vivait 1 352 habitants en 2005.